# Hauptverband des österreichischen Buchhandels
Der Hauptverband des österreichischen Buchhandels (HVB) ist der Interessenverband des österreichischen Buchhandels. Über seine Teilverbände vertritt er die Interessen von Buchhandlungen, Verlagen, Antiquariaten, der Grossisten (Buchgroßhandel) und der Verlagsvertreter. Organisatorisch handelt es sich um einen österreichischen Verein mit freiwilligen Mitgliedern. Verbandssitz ist das Palais Fürstenberg in der Wiener Innenstadt.

## Geschichte
Gegründet wurde der Verband als Verein der österreichischen Buchhändler auf der Generalversammlung der österreichischen Buchhändler, die vom 24. bis 26. Oktober 1859 in Wien tagte, nachdem ein bereits im Jahr 1845 gestellter Antrag zur Vereinsgründung von der damaligen Regierung abgelehnt worden war. Zu der Versammlung eingeladen hatte das 1807 gegründete Gremium der Bürgerlichen Buchhändler in Wien mit dem Ziel der „Verhandlung und Förderung der gemeinsamen Interessen des österreichischen Buch- und Kunsthandels mit Einschluss des Musikalien- und Landkarten-Handels“ (Rudolf Lechner) bei der Eröffnung der Gründungsverhandlung. Gründungsmitglieder waren 86 Sortimenter und Verlagsbuchhändler aus allen Teilen der österreichisch-ungarischen Monarchie. Die Statuten lehnten sich an die des Börsenverein der Deutschen Buchhändler an, die Hauptversammlung sollte alle drei Jahre anberaumt werden, wobei zeitgleich auch eine Buchausstellung abgehalten werden sollte.
Nach dem Anschluss Österreichs im März 1938 an das Dritte Reich zog die Reichsschrifttumskammer in das vereinseigene „Buchgewerbehaus“ ein. Mit einem Rundschreiben vom 13. August 1938 wurde der Verein, zwischenzeitlich nach mehreren Namensänderungen Verein der Wiener Buch-, Kunst- und Musikalienhändler heißend, als aufgelöst erklärt und wurde in die Reichsschrifttumskammer übergeführt. Am 25. September 1945, zehn Tage nach dem Wiedereinzug ins Buchgewerbehaus, wurde in einer ersten Sitzung nach dem Zweiten Weltkrieg ein provisorischer Vereinsvorstand gebildet.
Am 24. November 1947 fand zur Neugründung im Festsaal des Wiener Alten Rathauses die konstituierende Hauptversammlung des Vereins der österreichischen Buch-, Kunst- und Musikalienhändler statt, an der 226 Mitglieder teilnahmen. Der Verein wurde in Sektionen für Verleger, Sortimenter, Kommissionäre, Großbuchhändler und Auslieferer, Bibliotheken und Lesezirkel, sowie für Zeitungs- und Zeitschriftenhandel organisiert.
1950 wurde aus dem Verein ein Verband, 1965 erfolgte seine letztmalige Umbenennung auf den heutigen Namen.
Heute ist der Verband in folgende Fachverbände gegliedert: Österreichischer Buchhändlerverband, Österreichischer Verlegerverband, Verband österreichischer Buchgrossisten, Österreichischer Vertreterverband und Verband der Antiquare Österreichs.
Mitglieder sind 490 Verlage, Buchhandlungen, Antiquariate, Auslieferungen und Verlagsvertreter.

### Vereinsortssitze
- 1886 zog der Verein „in sein erstes Betriebslokal“ (HVB) in der Himmelpfortgasse 9 ein.
- Ab 1901 war der Verein in der Blumenstockgasse 5 ansässig.
- 1925 Übersiedelung in den Heinrichshof gegenüber der Wiener Staatsoper.
- Im Jahr 1927 kaufte die Vorgängerorganisation des HVB das Wiener Palais Fürstenberg in der Grünangergasse und richtete darin das „Österreichische Buchgewerbehaus“ ein.[5]
- 1933 siedelte der Verein selbst in das Buchgewerbehaus ein.

### Vereinszeitschrift
Am 1. Februar 1860 erschien die erste Ausgabe der Österreichischen Buchhändler-Correspondenz. In diesem Vereinsorgan wurden neben den Mitteilungen des Vereins und Schaltung von Anzeigen auch regelmäßig die neuen Publikationen der Monarchie angeführt. Diese Ausgaben sind deshalb von besonderem bibliographischem Wert. Redakteure waren unter anderen Anton Einsle und Carl Junker, der zahlreiche für die historische Buchforschung relevante Schriften verfasste.
1922 wurde die Vereinszeitung in Anzeiger für den Buch-, Kunst- und Musikalienhandel umbenannt.
Nach dem Anschluss Österreichs im März 1938 wurde der Anzeiger im August eingestellt.
Am 1. August 1945 wurde die erste Nummer nach dem Zweiten Weltkrieg herausgeben.
Der Anzeiger ist seither das Fachmagazin für die österreichische Buchbranche und richtet sich an Buchhändler, Verleger, Vertreter, Auslieferer und Antiquare. Das Branchenmagazin erscheint monatlich in einer Auflage von 1.500 Exemplaren.

### Gründungsmitglieder
Unternehmen, die seit der Vereinsgründung im Jahr 1859 Mitglieder des heutigen HVB sind:
- Beck’sche Universitätsbuchhandlung Schottentor, Wien (gegründet vor 1724)
- Wilhelm Braumüller Universitäts- und Verlagsbuchhandlung, Wien (gegr. 1783)
- Ed. Hölzel, Wien (gegr. 1844)
- Kuppitsch Buchhandels GmbH, Wien (gegr. 1789)
- Franz Leo & Comp. KG Universitätsbuchhandlung, Wien (gegr. 1817)[7]
- Manz’sche Verlags- und Universitätsbuchhandlung, Wien (gegr. 1848)
- Buchhandlung Pirngruber, Linz (gegr. 1776)[8]
- J. G. Sydys Buchhandlung, Ludwig Schubert Nachfolge KG, St. Pölten (gegr. 1837)
- J. N. Teutsch, Bregenz (gegr. 1829)[9]

## Wirtschaftspolitische Arbeit
Im Oktober 1859 wurde in Wien der „Verein der österreichischen Buchhändler“ gegründet. Dieser sollte, so beschlossen es die 86 aus allen Teilen der Monarchie angereisten Sortimenter und Verlagsbuchhändler, die gemeinsamen Interessen des österreichischen Buch- und Kunsthandels verhandeln und fördern. Seitdem vertritt der Hauptverband unter wechselnden Namen und in unterschiedlichen Zusammensetzungen die österreichische Buchbranche, unterstützt ihren Auftritt nach außen und engagiert sich für wirtschaftlich und politisch optimale Rahmenbedingungen im Sinne seiner Mitgliedsunternehmen. Zentrale Anliegen des Verbands sind der Erhalt der Buchpreisbindung sowie ein faires Urheberrecht.

### Buchpreisbindung
Speziell die Preisbindung ist seit den Anfängen des Verbands ein wichtiges Thema. Die vor mehr als 200 Jahren formulierten Argumente gegen die „Schleuderei“ werden in Preisbindungsdiskussionen auch heute noch ins Treffen geführt: Ein funktionierendes Verlagswesen könne es nur dann geben, wenn auch Buchhändler in weniger günstigen Lagen ihr Auskommen fänden. Und nur wenn sich die Verlage auf die entsprechenden Vertriebskanäle stützten, sei es ihnen möglich, Neuerscheinungen zu vernünftigen Preisen für die Leser und angemessenen Honorarbedingungen für die Autoren herauszugeben. Die Preisbindung von Büchern ist daher eine Notwendigkeit zum Schutz dieses Kulturguts und zum Erhalt der kulturellen Diversität unserer Gesellschaft. Nach umfangreichen Lobbying-Anstrengungen hat der Hauptverband schließlich erreicht, dass am 6. Juni 2000 das heute noch gültige Gesetz zur Preisbindung von Büchern im Nationalrat einstimmig beschlossen wurde. Den vorerst letzten Akt im Bemühen um den Erhalt der Preisbindung stellte das Verfahren vor dem Europäischen Gerichtshof dar, in dem dieser am 30. April 2009 zwar die Importklausel des österreichischen Preisbindungsgesetzes als EU-rechtswidrig beurteilte, die nationale Buchpreisbindung jedoch nicht in Frage stellte, sondern in ihren Grundfesten neuerlich bestätigte. Die Importklausel wurde rasch nach EU-Vorgaben adaptiert: Am 8. Juli 2009 hat der österreichische Nationalrat mit den Stimmen aller Parteien die Novelle des Buchpreisbindungsgesetzes beschlossen und nach der Bestätigung durch den Bundesrat ist die Neuregelung schließlich mit 1. August 2009 in Kraft getreten.

### Urheberrecht
Der „Kampf“ um ein faires Urheberrecht gestaltet sich durch Globalisierung und Digitalisierung langwieriger. Es tun sich in diesem Bereich Fragen auf, die auf nationaler Ebene allein nicht zu beantworten sind. So brachte der Hauptverband des Österreichischen Buchhandels gemeinsam mit europäischen Verlegerverbänden und internationalen Verlagen Einwände bei dem zuständigen New Yorker Gericht gegen den Google-Vergleich vor, da dieser gegen Grundprinzipien des europäischen Urheberrechts verstößt. Die geplante Regelung war darüber hinaus aus Sicht der betroffenen Verlage und ihrer Autoren nicht akzeptabel, da die für das Settlement geschaffene Datenbank fehlerhaft ist und die vereinbarten Entschädigungszahlungen für bereits digitalisierte Bücher unverhältnismäßig gering ausgefallen wäre. Selbst der vor dem Hintergrund der zahlreich eingebrachten Einwände neu ausverhandelte Vergleich konnte grundlegende Probleme nicht ausräumen, weshalb der Hauptverband Anfang 2010 neuerlich Einwände erhoben und sich auch gegen diesen Vergleich ausgesprochen hat. Der zuständige Richter Denny Chin hat das Google Book Settlement im März 2011 für nicht fair und nicht angemessen befunden und abgelehnt.
2020 begann die Begutachtung für die Urheberrechtsnovelle 2021 des Bundesministeriums für Justiz. Der HVB hat als einer der Hauptansprechpartner im Dezember 2020 eine erste Stellungnahme abgegeben und ist fortlaufend im Gespräch und Kontakt zur Wahrung der berechtigten Ansprüche der österreichischen Verlage.

## Kulturpolitische Arbeit
Mit dem wirtschaftspolitischen Engagement für das Buch ist auch ein kultureller und gesellschaftlicher Auftrag verknüpft. Deshalb hat der Hauptverband schon früh begonnen, Werbemaßnahmen für die Buchbranche zu setzen, wie die 1860 erstmals erschienene Österreichische Buchhändler-Correspondenz (der heutige Anzeiger) berichtet.

### Von der Buchwoche zur BUCH WIEN
1873 nahm der Verein mit einer Leistungsschau der österreichischen Buchproduktion an der damaligen Weltausstellung in Wien teil und 1948 wurde zum ersten Mal die Österreichische Buchwoche veranstaltet, die seit Herbst 2008 mit der BUCH WIEN neue Wege in die Zukunft weist. Bei der dritten Edition der BUCH WIEN und der Lesefestwoche im Jahr 2010 fungierte der Verband erstmals als Alleinveranstalter und hatte dadurch die Möglichkeit, die Messe noch stärker nach den Wünschen der Branche zu gestalten und gleichzeitig deutlicher auf das Lesepublikum auszurichten. Die BUCH WIEN im November 2015 konnte mit 40.000 Besuchern einen Publikumsrekord verzeichnen.
Beim 10-Jahres-Jubiläum 2017 wurde ein neuer Publikumsrekord mit 48.500 Besuchern aufgestellt. Insgesamt gab es 451 Veranstaltungen mit 381 Autorinnen und Autoren sowie 350 Aussteller aus 20 Nationen, denen 8.000 Quadratmeter Ausstellungsfläche zur Verfügung standen.
2018 wurde die Ausstellungsfläche auf 11.000 m² vergrößert. Es gab 51.000 Besucher, die Anzahl der Aussteller lag bei 370, und über 400 Veranstaltungen wurden organisiert.
Die zwölfte Buchmesse 2019 hatte 55.000 Besucher, das wiederum einen neuen Höchstwert ergab. Die Fläche wurde um 1.000 m² auf 12.000 m² erweitert. Insgesamt präsentierten 385 Aussteller aus 25 Nationen ihre Verlage und Institutionen. Es waren 575 Autoren und Mitwirkende in über 500 Veranstaltungen an fünf Tagen auf der Messe und an 35 Locations in Wien beteiligt.
2020 wurde die Veranstaltung aufgrund der COVID-19-Pandemie abgesagt.
Im Jahr 2021 fand die Buchmesse unter Pandemiebedingungen statt und hatte 41.000 Besucher. Die Fläche betrug 12.150 m² auf denen sich die Aussteller präsentierten. Es waren 513 Autoren und Mitwirkende in über 400 Veranstaltungen an fünf Tagen auf der Messe und an 23 Locations in Wien beteiligt.

### Engagement für das Buch
Neben diesem größten Buch-Event Österreichs und der Teilnahme an den wichtigsten internationalen Messen setzt der Hauptverband einige weitere Aktivitäten – etwa Aktionen zum UNESCO-Welttag des Buches und des Urheberrechts oder den renommierten Wettbewerb „Die Schönsten Bücher Österreichs“ –, die das Buch als wichtigstes Medium für Bildung und Unterhaltung, Wissen und Kreativität positionieren. Dem Ziel des Hauptverbands, bei breiten Leserschichten die Begeisterung für Bücher zu wecken und wach zu halten, dient auch die Vergabe wichtiger Preise. So stiftet der Hauptverband gemeinsam mit der Kulturabteilung der Stadt Wien den Leo-Perutz-Preis der Stadt Wien für Kriminalliteratur und vergibt mit dem Ehrenpreis des österreichischen Buchhandels für Toleranz in Denken und Handeln einen der bedeutendsten Kulturpreise der Republik. Seit 2016 richtet der Hauptverband des Österreichischen Buchhandels in Kooperation mit dem Bundeskanzleramt der Republik Österreich und der Arbeiterkammer Wien den Österreichischen Buchpreis aus. Der mit insgesamt 45.000 Euro dotierte Preis würdigt die Qualität und Eigenständigkeit der österreichischen Literatur. Seit 2017 wird der Österreichische Buchhandlungspreis vergeben, der mit insgesamt 50.000 Euro dotiert ist.
Die Webseite www.buecher.at informiert tagesaktuell aus der Buchbranche sowie über die Aktivitäten und Services des Hauptverbands des Österreichischen Buchhandels.

## Vorsitzende und Präsidenten

### Vorsitzende
1895 bis 1909 nach Bildtafel der Vorsitzenden (in Klammern die Unternehmenszugehörigkeit):
- 1859–1865: Rudolf Lechner (K.K. Hof- und Universitäts-Buchhandlung R. Lechner[3][13])
- 1865–1868: Heinrich Mercy (Prager Tagblatt)
- 1868–1875: Eduard Hölzel
- 1875–1882: Moriz von Gerold (Buchhändler und Verleger,[14] siehe auch Geroldgasse in Wien)
- 1882–1885: Hermann Manz
- 1885–1892: Rudolf Lechner
- 1892–1898: Julius Schellbach (Sallmayer’sche Buchhandlung)
- 1898–1904: Wilhelm Müller (R. Lechner[3][13])
- 1904–1907: Albert Köhler (Wilh. Frick)
- 1907–19xx: Wilhelm Müller (R. Lechner)
- 19xx–1938: unbekannt
- 1938–1945: Verein aufgelöst

### Präsidenten
ab 1945
- 1945–1947: Wilhelm Frick
- 1947–1949: Robert Stein
- 1949–1952: Hans Urban
- 1952–1959: Fritz Ross
- 1959–1961: Robert Stein
- 1961–1961: Hans Urban
- 1962–1970: Hans Neusser
- 1970–1976: Dieter Reisser
- 1976–1982: Wilhelm Schwabl
- 1982–1991: Otto Hausa
- 1991–1997: Otto Mang
- 1997–2004: Anton C. Hilscher
- 2004–2009: Alexander Potyka
- 2009–2014: Gerald Schantin
- seit 2014: Benedikt Föger